# شكسبير آند كومباني
تعتبر شكسبير آند كومباني مكتبة شهيرة لبيع الكتب باللغة الإنجليزية افتتحها جورج ويتمان في عام 1951 وهي تقع في الضفة اليسرى لباريس.
تم تسمية المتجر على اسم مكتبة سيلفيا بيتش التي تحمل الاسم نفسه والتي تأسست عام 1919 في الضفة اليسرى لباريس والتي تم إغلاقها في عام 1941. اعتمد ويتمان اسم «شكسبير آند كومباني» لمتجره عام 1964.
تقع المكتبة في 37 rue de la Bûcherie ، في الدائرة الخامسة. افتتحه الأمريكي جورج ويتمان عام 1951، وكان يُطلق عليه في الأصل «لو ميسترال»، ولكن تمت إعادة تسميته إلى «شكسبير وشركاه» في عام 1964 تكريماً لمتجر سيلفيا بيتش  وفي الذكرى الأربعمائة لميلاد ويليام شكسبير. لا تزال اليوم تعمل كمزود للكتب الجديدة والمستعملة وبائع كتب أثري ووهي كذلك مكتبة مجانية مفتوحة للجمهور.
بالإضافة إلى ذلك، يضم المتجر الكتاب والفنانين الطموحين مقابل المساعدة في المكتبة. نام أكثر من 30000 شخص في الأسرة الموجودة بين أرفف الكتب منذ افتتاح المتجر في عام 1951. «لا تكن مضيافًا للغرباء لئلا يكونوا ملائكة متنكرين» هو شعار المحل المكتوب فوق مدخل مكتبة القراءة.

## تاريخ

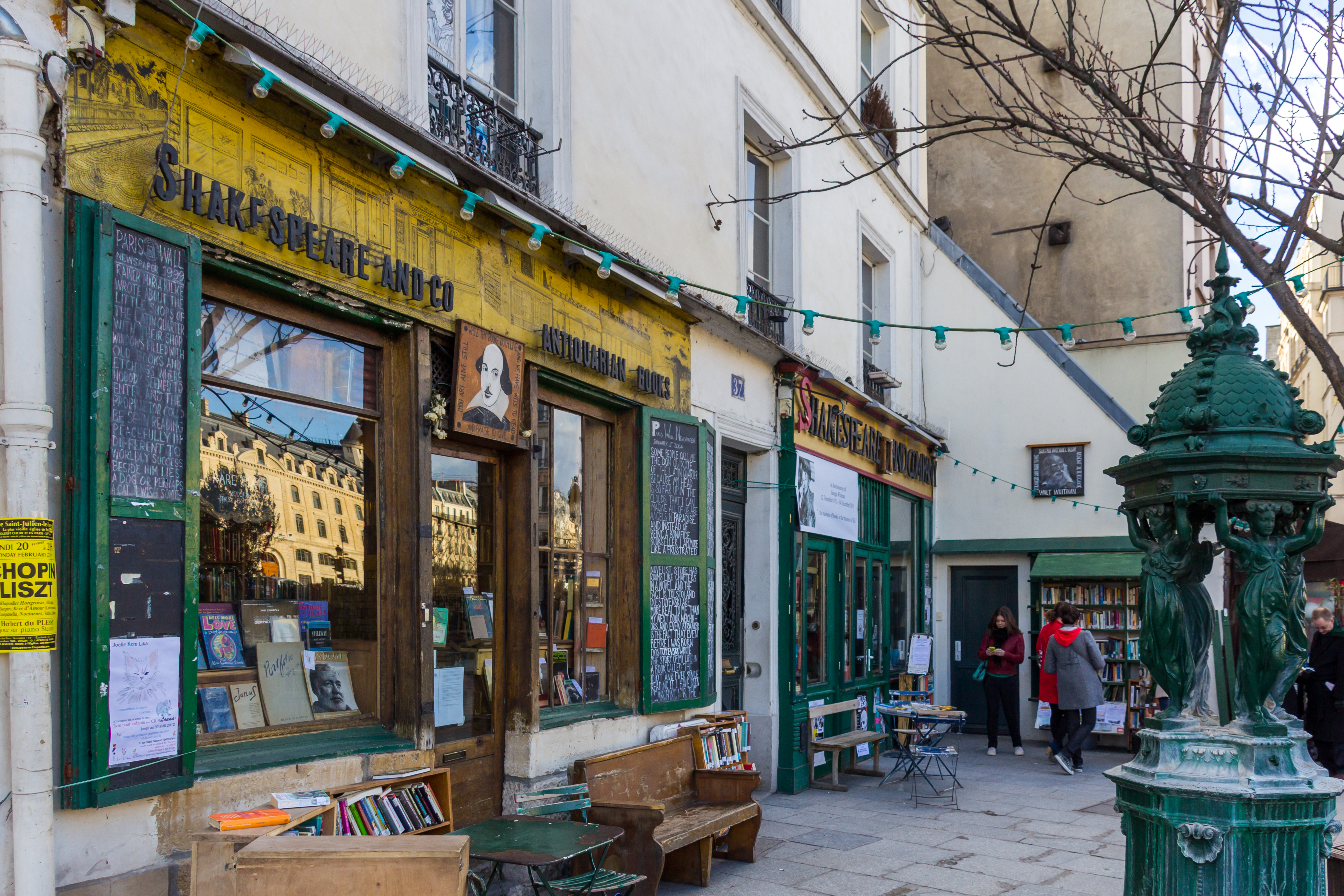
هذا منظر كامل للجزء الخارجي من شكسبير أند كومباني ، بما في ذلك قسم الغرفة الأثرية على اليسار (2007)

في عام 1951، افتتح الجندي الأمريكي السابق جورج ويتمان مكتبة باللغة الإنجليزية في الضفة اليسرى لباريس تحت اسم «لو ميسترال». يقع المبنى وهو موقع دير من القرن السادس عشر  في 37 شارع دي لا بوشيري بالقرب من ساحة سان ميشيل على بعد خطوات فقط من نهر السين ونوتردام وإيل دو لا سيتي. 
، سرعان ما أصبح متجر ويتمان النقطة المحورية للثقافة الأدبية في باريس البوهيمية تمامًا مثل مكتبة شكسبير آند كومباني التاريخية لسيلفيا بيتش والتي أغلقت أبوابها في عام 1941. وتضمن أوائل المرتادين العديد من  الكتاب من بينهم الجيل فوز - ألين جينسبيرج وغريغوري كورسو وويليام بوروزالذي يقال أنه بحث أقسام عارية الغداء في القسم الطبي للمكتبة لبيع الكتب.  ومن بين الزوار الآخرين جيمس بالدوين ووآنايس نين ووجوليو كورتازار ووريتشارد رايت وولورنس دوريل ووماكس إرنست ووبيرتولت بريخت ووويليام سارويان ووتيري ساذرن وومحرري مجلة باريس ومثل جورج بليمبتون ووبيتر ماتيسين ووروبرت سيلفرز.

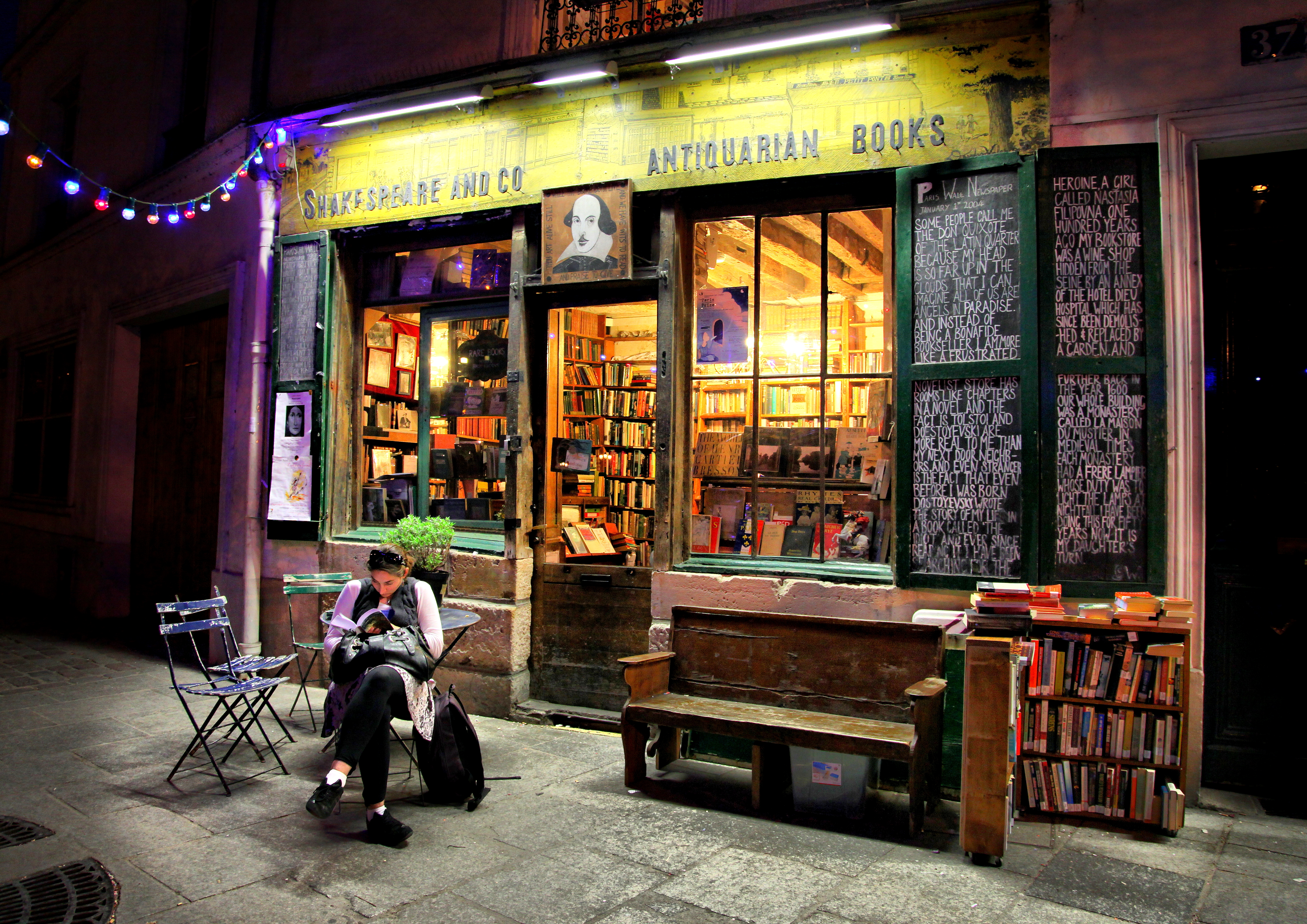
مدخل غرفة شكسبير أند كومباني ، في الليل (2011)

صمم جورج ويتمان متجره على غرار متجر سيلفيا بيتش. في عام 1958، أعلنت بيتش أنها ستسلم ويتمان الاسم من أجل مكتبته أثناء تناول الطعام معه في حفلة لجيمس جونز الذي وصل حديثًا إلى باريس. بعد وفاة سيلفيا بيتش وفي الذكرى 400 لميلاد ويليام شكسبير في عام 1964، أعاد ويتمان تسمية متجره «شكسبير وشركاه»، وهو كما وصفه «رواية من ثلاث كلمات». 
وصف ويتمان مشروعه بأنه «يوتوبيا اشتراكية تتنكر في هيئة محل لبيع الكتب». أطلق عليها هنري ميللر اسم «أرض عجائب الكتب».  يحتوي المتجر على أسرّة مدسوسة بين رفوف الكتب حيث يُدعى الكتاب الطموحون للنوم مجانًا مقابل المساعدة حول المكتبة والموافقة على قراءة كتاب يوميًا وكتابة سيرة ذاتية من صفحة واحدة لأرشيف المتجر. يُطلق على هؤلاء الضيوف اسم "Tumbleweeds" على اسم النباتات التي «تنفجر وتخرج في رياح الصدفة» حسب وصف ويتمان.  أقام ما يقدر بنحو 30 ألف شخص في المتجر منذ افتتاحه في عام 1951.

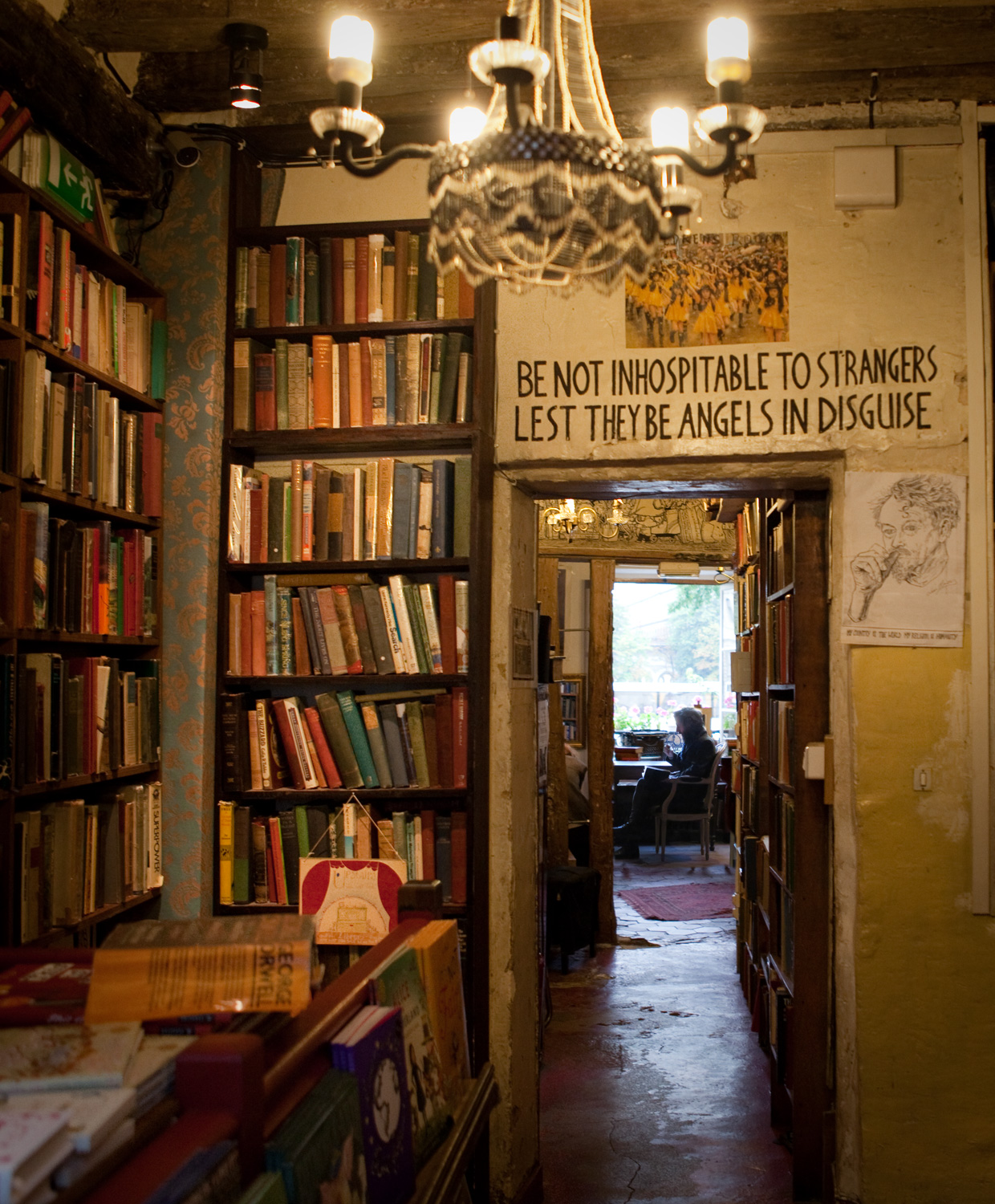
مدخل مكتبة القراءة شكسبير أند كومباني ، 2015

بدأت ابنة ويتمان الوحيدة سيلفيا ويتمان التي سميت على اسم سيلفيا بيتش بمساعدة والدها في إدارة المكتبة في عام 2003 وهي تدير المتجر الآن مع شريكها ديفيد ديلانيت بنفس الطريقة التي فعلها والدها.  وتنظم العديد من  الأنشطة من بينها حفل شاي يوم الأحد وورش عمل للكتاب والأحداث الأسبوعية التي تضمنت كتّاب مثل ديف إيجرز وآيه إم هومز وجوناثان سافران فوير ونعومي كلاين. 
أسست سيلفيا ويتمان فستيفالاندكو في عام 2003 وهو مهرجان أدبي يقام كل سنتين في الحديقة المجاورة لمكتبة سكوير رينيه فيفياني. وكان من بين المشاركين بول أوستر وسيري هوستفيدت وجانيت وينترسون وجونغ تشانغ ومرجان ساترابي. 
حصل جورج ويتمان على وسام Officier de l'Ordre des Arts et des Lettres في عام 2006 وهو أحد أعلى وسام الشرف الثقافي في فرنسا.
في عام 2010، أطلقت المكتبة جائزة باريس الأدبية للروايات غير المنشورة، مع جائزة كبرى قدرها 10000 يورو مقدمة من مؤسسة دي جروت. كانت روزا رانكين-جي الفائزة بالمسابقة الأولى ونشرت فيراجو مشاركتها آخر ملوك سارك "The "Last Kings of Sark . كان سي إي سميث الفائز بالجائزة الثانية وقد تم نشر كتابه، Body Electric ، بواسطة متجر الكتب و The White Review .
توفي جورج ويتمان عن عمر يناهز 98 عامًا في 14 ديسمبر 2011، في شقته فوق المكتبة. تدير ابنته سيلفيا المتجر الآن.
افتتح شكسبير وشركاه بالشراكة مع Bob's Bake Shop مقهى في عام 2015 بجوار المتجر في مرآب مهجور منذ عام 1981. يقدم المقهى طعامًا نباتيًا بشكل أساسي مع خيارات خالية من الغلوتين. كان جورج ويتمان يحاول فتح مقهى أدبي في نفس المكان منذ عام 1969.
أفادت المكتبة في نهاية أكتوبر 2020 أن مبيعاتها انخفضت بنسبة 80 ٪ منذ مارس بسبب تفشي COVID-19 . خلال الإغلاق الأول في فرنسا، تم إغلاق المكتبة لمدة شهرين ولم يتم بيعها عبر الإنترنت، بناءً على نصيحة الهيئة التجارية لنقابة Librairie française . أبلغ مالك المكتبة وسائل الإعلام أنهم يتلقون عروض دعم وأوامر للاشتراكات في عرض عام القراءة الخاص بالمتجر، وهم الآن يحتفظون أيضًا بموقع على شبكة الإنترنت.

## في الثقافة الشعبية
- يظهر شكسبير أند كومباني في فيلم لريتشارد لينكلاتر قبل غروب الشمس ، وفيلم جولي وجوليا نورا إيفرون، وفي فيلم وودي آلن منتصف الليل في باريس . [12]
- كان المتجر ومالكه جورج ويتمان موضوع الفيلم الوثائقي صورة من مكتبة كرجل عجوز عام 2003 أخرجه بنيامين ساذرل وجونزاغو بيشيلين.[13]
- تم عرض شكسبير وشركاه في الدراما في هونغ كونغ تي في بي انتصار في السماء 2 عندما كانت الشخصيات رون وميولي وو يقرؤون وينامون في المتجر.[14]
- ظهر شكسبير وشركاه في الموسم الثالث من مسلسل هايلاندر (مسلسل تلفزيوني) كمتجر لبيع الكتب في باريس يديره وتشير دون سالزر. في الموسم الرابع، يستخدم الميثوس الخالدة غرفة مخفية في قبو المكتبة كمساحة تخزين لمجلاته القديمة.

فهرس
- Berger، Joseph (27 مايو 2011). "Decoding Woody Allen's 'Midnight in Paris'". اطلع عليه بتاريخ 2011-09-17. {{استشهاد بدورية محكمة}}: الاستشهاد بدورية محكمة يطلب |دورية محكمة= (مساعدة)
- Fitch، Noël Riley (1985) [1983]. Sylvia Beach and the Lost Generation: A History of Literary Paris in the Twenties & Thirties (ط. Paperback). New York: WW Norton. ISBN:9-780393-302318.
- Glass، Charles (2009). Americans in Paris: Life and Death Under Nazi Occupation. London: Harper Collins. ISBN:978-0-00-722853-9.
- Handy، Bruce (1 نوفمبر 2014). "In a Bookstore in Paris". Vanity Fair. ع. November. ISSN:0733-8899. مؤرشف من الأصل في 2023-04-06. اطلع عليه بتاريخ 2014-10-24.
- Mulholland، Tara (21 يونيو 2010). "Literary Luminaries Hold Forth at Storied Paris Bookshop". اطلع عليه بتاريخ 2011-09-17. {{استشهاد بدورية محكمة}}: الاستشهاد بدورية محكمة يطلب |دورية محكمة= (مساعدة)
- Sharkey، Alix (3 مارس 2002). "The Beats go on". ذا أوبزرفر magazine. London. مؤرشف من الأصل في 2002-08-27. اطلع عليه بتاريخ 2011-09-16.

## روابط خارجية
- الموقع الرسمي
- نعي جورج ويتمان ، نيويورك تايمز ، 12 ديسمبر 2011
- هارييت أليدا لاي، " ما يشبه العيش داخل مكتبة باريس الأسطورية "، نائب ، 26 سبتمبر 2015
- جون أفليك، "Hemingway at Shakespeare & Company" . المسافر الأدبي .
- جولة C-SPAN لشكسبير وشركاه (فيديو، 2002)
- Finn، Christine (17 ديسمبر 2011). "Shakespeare and Co: A writer's haven on the River Seine". بي بي سي. مؤرشف من الأصل في 2022-11-28.
- "Shakespeare and Company: a 'socialist utopia masquerading as a bookstore' – in pictures". الغارديان. 14 أكتوبر 2016. مؤرشف من الأصل في 2023-08-03.
- شكسبير أند كومباني، باريس: مقابلة مع سيلفيا ويتمان (2020)